# Glacier Leverett
Le glacier Leverett est un courant glaciaire d'Antarctique situé dans la chaîne Transantarctique, dans la dépendance de Ross. Il est nommé en l'honneur de Frank Leverett, géologue américain spécialiste de la géologie glaciaire du centre des États-Unis.

## Géographie
Le glacier Leverett est situé dans l'Ouest de l'Antarctique, proche du pôle Sud.
Il quitte l'inlandsis de l'Antarctique en traversant l'escarpement Watson de la chaîne de la Reine-Maud entre le plateau California à l'ouest et le plateau Stanford à l'est. Se dirigeant initialement vers le nord, il bifurque brusquement vers le nord-ouest en longeant le rebord septentrional des monts Tapley. Après avoir doublé les monts Harold Byrd situés au nord, le glacier Leverett se déverse dans la barrière de Ross après un parcours d'environ 90 kilomètres.